# Lijst van hoogste gebouwen van Brussel
Dit is een lijst van de hoogste gebouwen van Brussel, inclusief kerkgebouwen. Als ondergrens is 80 m aangehouden. Bouwwerken zoals zendmasten en schoorstenen zijn niet opgenomen.

## Bestaande gebouwen
| Rang | Naam                                   | Voltooid | Recentste renovatie | Aantal verdiepingen | Hoogte zonder antenne | Totale hoogte | Beeld                      |
| ---- | -------------------------------------- | -------- | ------------------- | ------------------- | --------------------- | ------------- | -------------------------- |
| 1    | Financietoren                          | 1982     | 2005-2008           | 36                  | 145 m                 | 174 m         |                            |
| 2    | Zuidertoren                            | 1967     | 2002-2006           | 38                  | 150 m                 | 168 m         |                            |
| 3    | Iris Tower                             | 2020     | -                   | 32                  | 137,0                 | 137 m         |                            |
| 4    | Rogiertoren                            | 2006     | -                   | 38                  | 136,9 m               | 145 m         |                            |
| 5    | UP-site                                | 2014     | -                   | 42                  | 142 m                 | 142 m         |                            |
| 6    | Madou Plaza Tower                      | 1965     | 2002-2005           | 33                  | 120,15 m              | 135 m         |                            |
| 7    | Proximus Tower U                       | 1988     | 1994-1996           | 32                  | 102 m                 | 134 m         |                            |
| 8    | Bastion-toren                          | 1970     | -                   | 25                  | 90 m                  | 112 m         |                            |
| 9    | Astrotoren                             | 1976     | 2014-2016           | 33                  | 107 m                 | 107 m         |                            |
| 10   | North Galaxy A                         | 2004     | -                   | 29                  | 107 m                 | 107 m         |                            |
| 11   | North Galaxy B                         | 2004     | -                   | 29                  | 107 m                 | 107 m         |                            |
| 12   | World Trade Center 3                   | 1983     | 2000                | 28                  | 104,8 m               | 105 m         |                            |
| 13   | Justitiepaleis                         | 1883     | 2003-2005           | 28                  | 104 m                 | 104 m         |                            |
| 14   | Atomium                                | 1958     | 2004-2006           | 28                  | 102 m                 | 102 m         |                            |
| 15   | Proximus Tower T                       | 1988     | 1994-1996           | 32                  | 102 m                 | 102 m         |                            |
| 16   | Manhattan Center                       | 1972     | -                   | 30                  | 102 m                 | 102 m         |                            |
| 17   | World Trade Center 1 en 2              | 1976     | 2019-2024           | 28                  | 102 m                 | 102 m         |                            |
| 18   | IT Tower                               | 1971     | -                   | 25                  | 102 m                 | 102 m         |                            |
| 19   | Brusiliatoren                          | 1974     | -                   | 36                  | 100 m                 | 100 m         |                            |
| 20   | Covent Garden                          | 2007     | -                   | 26                  | 100 m                 | 100 m         |                            |
| 21   | Onze-Lieve-Vrouwekerk                  | 1911     | -                   | -                   | 99 m                  | 99 m          |                            |
| 22   | The Hotel Brussels                     | 1967     | 2010-2012           | 30                  | 99 m                  | 99 m          |                            |
| 23   | Möbiustoren I                          | 2021     | -                   | 23                  | 98 m                  | 98 m          |                            |
| 24   | Stadhuis van Brussel                   | 1454     | -                   | -                   | 96 m                  | 96 m          |                            |
| 25   | Zenith-gebouw                          | 2009     | -                   | 23                  | 95 m                  | 95 m          |                            |
| 26   | The One                                | 2019     | -                   | 27                  | 94 m                  | 94 m          |                            |
| 27   | Nationale Basiliek van het Heilig Hart | 1970     | -                   | -                   | 89 m                  | 89 m          |                            |
| 28   | Blue Tower                             | 1976     | 2016                | 25                  | 88 m                  | 88 m          |                            |
| 29   | Marius Renardlaan 27                   | 1971     | -                   | 30                  | 85 m                  | 85 m          |                            |
| 30   | Résidence Aigle                        | 1969     | 2022                | 27                  | 84 m                  | 84 m          |                            |
| 31   | Louizatoren                            | 1966     | -                   | 24                  | 84 m                  | 84 m          |                            |
| 32   | Noordresidentie                        | 1978     | 2011-2014           | 28                  | 82 m                  | 82 m          | Noordresidentie Schaarbeek |
| 33   | Zaveltoren                             | 1968     | -                   | 26                  | 80 m                  | 80 m          | Zaveltoren                 |
| 34   | Ellipse-gebouw                         | 2006     | -                   | 21                  | 80 m                  | 80 m          |                            |
| 35   | Boudewijntoren                         | 1997     | -                   | 17                  | 80 m                  | 80 m          |                            |
| 36   | Mistral                                | 1973     | -                   | 26                  | 80 m                  | 80 m          |                            |
| 37   | Magnolia                               | 1973     | -                   | 26                  | 80 m                  | 80 m          |                            |
| 38   | Les Mouettes                           | 1973     | -                   | 26                  | 80 m                  | 80 m          |                            |
| 39   | Residentie Belview                     | 2014     | -                   | 24                  | 80 m                  | 80 m          |                            |

## Verdwenen gebouwen
| Rang | Naam      | Voltooid | Recentste renovatie | Aantal verdiepingen | Hoogte zonder antenne | Totale hoogte | Beeld |
| ---- | --------- | -------- | ------------------- | ------------------- | --------------------- | ------------- | ----- |
| 1    | TBR-toren | 1976     | gesloopt in 2017    | 22                  | 84 m                  | 84 m          |       |